# La ironía del destino, o goce de su baño
La ironía del destino, o goce de su baño (en ruso: Ирония судьбы, или С лёгким паром!, romanizado: Ironiya sudby, ili S lyogkim parom!, lit. '¡Ironía del destino o disfruta de tu baño!'), normalmente conocida simplemente como La ironía del destino, es una película de televisión de comedia romántica soviética de 1976 dirigida por Eldar Riazánov y protagonizada por Andréi Miagkov, Barbara Brilska, Yuri Yakovlev y Liubov Dobrzhanskaya. El guion fue escrito por Emil Braginski y Riazánov, basado libremente en la obra de teatro de 1971, Una vez en Nochevieja, escrita por el propio director de la película.
Filmada en los estudios de cine de Mosfilm, La ironía del destino, funciona como una comedia disparatada y una historia de amor teñida de tristeza. Fue una de las producciones televisivas soviéticas más exitosas y sigue siendo un clásico muy popular de Nochevieja en Rusia y en el resto de estados postsoviéticos, con millones de telespectadores para volver a verla cada Nochevieja, en una analogía con lo que en los países occidentales puede ser Qué bello es vivir o, más concretamente en España, La gran familia.

## Argumento
La trama secundaria clave de la película es la monótona uniformidad de la arquitectura pública de la era de Brézhnev. Este escenario se explica en un prólogo animado en un tono humorístico, en el que los arquitectos son anulados por los políticos y la burocracia (director y animador - Vitali Peskov). Como resultado, los edificios de apartamentos de varios pisos, idénticos, funcionales pero poco imaginativos, se abrieron paso en todas las ciudades, pueblos y suburbios de la Unión Soviética.
Siguiendo su tradición anual, un grupo de amigos se reúne en una bania (una tradicional casa de baños de vapor pública rusa) en Moscú para celebrar la Nochevieja. Todos los amigos se emborrachan mucho brindando por el próximo matrimonio del personaje masculino central, Zhenia Lukashin (Andréi Miagkov) con Galia (Olga Naumenko). Después del baño, uno de los amigos, Pavlik (Aleksandr Shirvindt), tiene que tomar un vuelo a Leningrado y todo el grupo lo va a llevar al aeropuerto. Para cuando el grupo llega al aeropuerto, Zhenia y Pavlik están desmayados. Los amigos restantes no pueden recordar qué persona de su grupo se supone que debe viajar. Por error, suben a Zhenia al avión en lugar de Pavlik.
Zhenia pasa todo el vuelo durmiendo en el hombro de su molesto compañero de asiento (Eldar Riazánov en un breve cameo cómico). Su compañero de asiento ayuda a Zhenia a bajar del avión en Leningrado. Este se despierta en el aeropuerto de Leningrado, creyendo que todavía está en Moscú. Se tropieza con un taxi y, todavía bastante borracho, le da su dirección al conductor. Resulta que en Leningrado hay una dirección idéntica que pertenece a un edificio de apartamentos con un diseño idéntico al edificio en el que vive Zhenia en Moscú. Toma el ascensor al que piensa que es «su apartamento» y, sorprendentemente, la llave encaja en la puerta (ya que como se menciona en la narración introductoria, «... construyendo apartamentos estándar con cerraduras estándar»). En el interior, incluso los muebles son casi idénticos a los de su apartamento en Moscú, pero está demasiado borracho para notar algunas diferencias menores.
Mientras tanto, la residente del apartamento, Nadia Sheveleva (Barbara Brilska), llega a casa y encuentra a Zhenia dormido en su cama. Para empeorar las cosas, su prometido, Ippolit (Yuri Yákovlev), aparece sin previo aviso. Este se enfurece, se niega a creer las explicaciones de Zhenia y Nadia y sale furioso. Zhenia está a punto de partir para regresar a Moscú, pero las circunstancias lo obligan a regresar repetidamente. Nadia quiere deshacerse de él lo antes posible, pero no hay vuelos a Moscú hasta la mañana siguiente. Además, Zhenia intenta repetidamente llamar a Moscú y explicarle a Galia lo que sucedió. Finalmente, contacta a Galia, pero ella está furiosa y cuelga el teléfono. Ippolit también llama al apartamento de Nadia aunque el que contesta es Zhenia. Aunque este intenta estar disponible para recibir posibles llamadas de Galia, Ippolit también se niega a aceptar la verdad de la situación. Nadia va a la estación de tren y compra un billete de tren a Moscú para Zhenia, pero él lo rompe abruptamente y se niega a irse. Cada vez parece más claro que Zhenia y Nadia son las dos únicas personas que entienden las circunstancias de la noche.
Por lo tanto, Zhenia y Nadia se ven obligados a pasar la Nochevieja juntos. Al principio, continúan tratándose con animosidad, pero gradualmente su comportamiento se suaviza y los dos acaban enamorándose. Por la mañana, sienten que todo lo que les ha pasado fue una ilusión, y toman la difícil decisión de separarse. Con el corazón apesadumbrado, Zhenia regresa a Moscú. Mientras tanto, Nadia reconsidera todo y, al decidir que podría haber dejado escapar su oportunidad de ser feliz, toma un avión a Moscú para encontrar a Zhenia. No tiene dificultad para encontrarlo ya que sus direcciones son las mismas y su llave coincide con su cerradura.

## Elenco
- Andréi Miagkov como Evgeniy «Zhenia» Mijaílovich Lukashin (canciones interpretadas por Serguéi Nikitin)
- Barbara Brilska como Nadezhda «Nadia» Vasilievna Sheveleva, (canciones interpretadas por Valentina Talyzina)
- Yuri Yákovlev como Ippolit Georgievich, el prometido de Nadia
- Lyubov Dobrzhanskaya como Marina Dmitriyevna, la madre de Zhenia
- Olga Naumenko como Galia, la prometida de Zhenia
- Aleksándr Shirvindt como Pavlik, el mejor amigo de Zhenia
- Georgi Burkov como Misha, amigo de Zhenia
- Valentina Talyzina como Valía, amigo de Zhenia
- Liya Akhedzhakova como Tania, amigo de Zhenia
- Aleksándr Beliavski como Sasha, amigo de Zhenia
- Gotlib Roninson un hombre en el aeropuerto
- Eldar Riazánov como compañero de viaje de Zhenia a bordo del avión
- Liubov Sokolova como Olga Nikolaievna, la madre de Nadia

## Recepción
Las dos partes de La ironía del destino fueron transmitidos originalmente por el canal de televisión central soviético, Programa Uno (Первая программа), el 1 de enero de 1976 a las 18:00h. La película fue un éxito rotundo de audiencia: el autor Fedor Razzakov recordó que «prácticamente todo el país vio el programa»; se estimó que el número de espectadores había sido de unos 100 millones. En respuesta a la demanda popular, la emisión tuvo una primera repetición el 7 de febrero. Para 1978, después de varias transmisiones adicionales de la película, el número acumulado de espectadores para todas las proyecciones, incluida la primera, se estimó en 250 millones. Una versión abreviada de la película de una duración de 155 minutos se estrenó en los cines el 16 de agosto de 1976; que vendió siete millones de entradas. Los lectores de Sovetskii Ekran, la publicación oficial del Comité Estatal de Cinematografía, votaron La ironía del destino como la mejor película de 1976 y eligieron a Andréi Miagkov como el mejor actor del año. En 1977, el director Eldar Riazánov, el guionista Emil Braginsky, el director de fotografía Vladímir Najabtsev, el compositor Mikael Tariverdiev y los actores principales de la película, Barbara Brilska y Myagkov, recibieron el Premio Estatal de la Unión Soviética en reconocimiento por su participación en la realización de la película.
El crítico de cine George Faraday comentó que si bien es básicamente una comedia romántica con un final feliz, La ironía del destino tiene un «trasfondo socialmente crítico». Podría interpretarse como un «comentario explícito... Sobre la uniformidad desalmada del paisaje urbano soviético». Al mismo tiempo, sin embargo, los críticos acusaron al director de crear una película meramente de tipo escapista que permitió a la audiencia soviética alejarse de las «características poco atractivas» de la realidad de su país. En una edición de 1977 de Sovetskii Ekran, el director de la película Ryazanov respondió que «tranquilizar, alentar al espectador, no es un pecado». Rechazó las afirmaciones de que sus imágenes estaban destinadas a complacer a las autoridades estatales y afirmó que la naturaleza optimista de la película era «espontánea» en lugar de «forzada».
El científico y publicista Serguéi Kara-Murza, en su libro Problemas en la casa rusa, publicó un artículo crítico en el que reprochaba a Ryazanov el «antisoviético» de sus héroes, así como la formación y el cultivo de imágenes de «emigrantes internos». En su opinión, los personajes de la película son:

intelectuales típicos de aquellos años con rasgos sociales cercanos a este círculo, que, sin embargo, están lejos de los treinta, no tienen familia ni hijos, pero tienen madres enérgicas que se preocupan por la comodidad y el bienestar material. Los signos discretos de elitismo artificial, aristocracia de los personajes de la película fueron recogidos y asimilados por una parte muy significativa de la intelectualidad, que finalmente aceptó con entusiasmo la Perestroika y aplaudió a Sájarov.

## Música
Después de leer el guion, el compositor Mikael Tariverdiev quedó desconcertado por su diversidad de géneros. Como resultado, lo definió para sí mismo como un cuento de hadas navideño, y para el acompañamiento musical eligió ocho romances: «sobre el amor, sobre la felicidad, sobre los celos, sobre la bondad, sobre el deseo de ser entendido», que al principio suenan como un contrapunto agudo a lo que está sucediendo en la pantalla, pero luego «las tijeras entre el sonido y la imagen convergieron».
La banda sonora de la película fue lanzada en parte en el LP de Mikael Tariverdiev en 1976 por Melodiya. Una banda sonora completa fue lanzada en 2009 por Bomba Music (Rusia) y en 2016 por Earth (Reino Unido).
En las canciones de la película, las voces masculinas son interpretadas principalmente por Serguéi Nikitin y las femeninas por Ala Pugachova.

## Legado

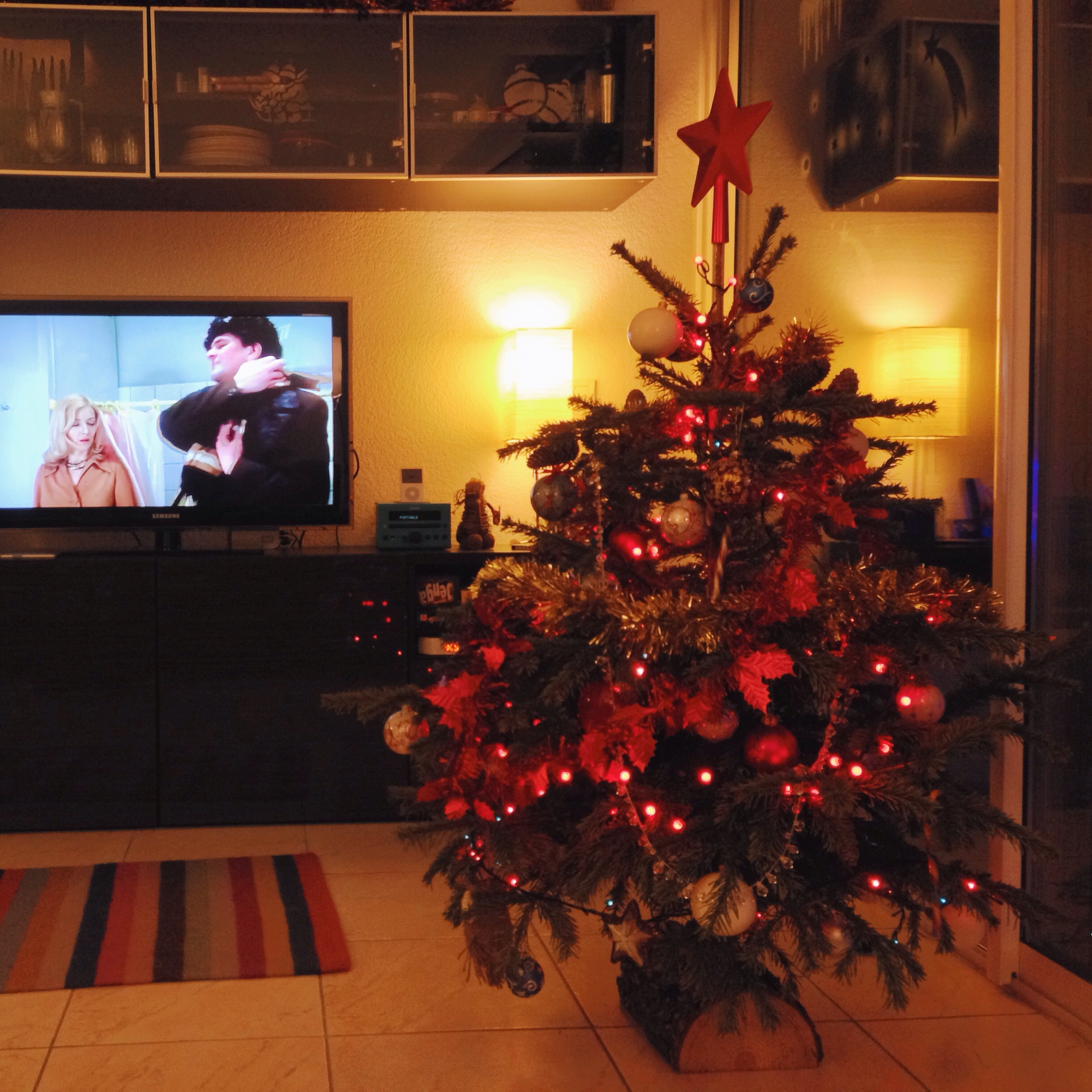
La película La ironía del destino emitida durante las vacaciones navideñas

La película es ampliamente considerada como una pieza clásica de la cultura popular rusa y se transmite tradicionalmente en Rusia y en casi todas las antiguas repúblicas soviéticas cada Nochevieja (Andrew Horton y Michael Brashinsky compararon su estatus con la película de Frank Capra Qué bello es vivir de 1946). La banda sonora de la película también fue muy apreciada y se encuentra entre la música más famosa y reconocible de una época en los países postsoviéticos. Esta tradición se interrumpió en Ucrania en 2015 cuando el titular de la licencia de la pelícila el canal de televisión ucraniano STB decidió no transmitir la película después de que a la actriz Valentina Talyzina se le prohibiera entrar en Ucrania por «declaraciones que contradecían los intereses de nuestra seguridad nacional».

## Secuela
Una secuela titulada, La ironía del destino. Continuación (Ирония судьбы. Продолжение), se estrenó en diciembre de 2007, convirtiéndose inmediatamente en un éxito de taquilla y recaudando más de $55 millones con un presupuesto de producción de apenas $5 millones. La película está protagonizada por Konstantín Jabenski y Yelizaveta Boiárskaia como los hijos ya adultos de Lukashin y Sheveleva que lograron meterse en la misma situación que sus padres. Andréi Miagkov, aunque participó en la filmación, finalmente expresó su pesar e insatisfacción con el resultado final.

## Adaptaciones
En 2015, se estrenó una nueva versión india de la película titulada I Love NY, protagonizada por los actores Sunny Deol y Kangana Ranaut. La película recibió muy malas críticas por parte de la prensa especializada y fue un fracaso de taquilla.
En 2021, se anunció una versión estadounidense de la película titulada Acerca del destino (About Fate), dirigida por el director ruso Maryus Vaysberg y protagonizada por Emma Roberts, Thomas Mann, Garret Hedlund y Britt Robertson en los papeles principales. La película se estrenó en 2022.